# شهر باستانی حلب

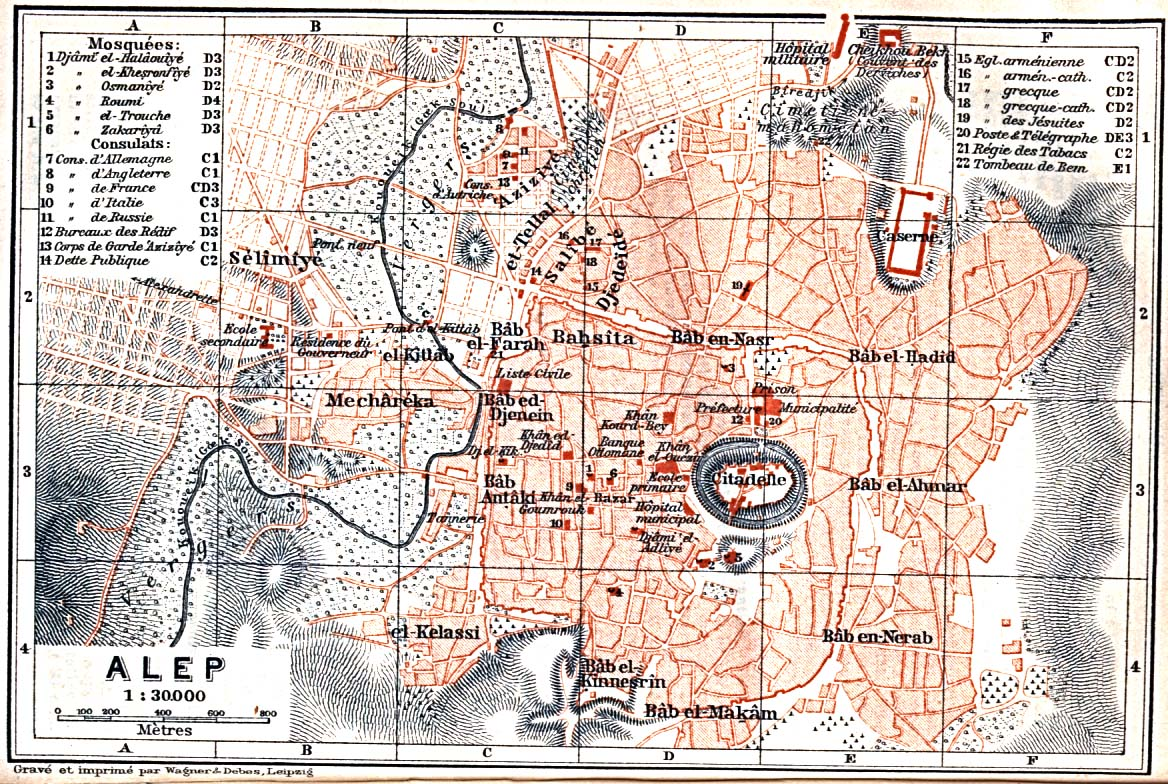
حلب در سال ۱۹۱۲

شهر باستانی حلب (به عربی: حلب القدیمة) یک شهرک قدیمی و ارگ (معماری) در سوریه است که در حلب واقع شده‌است.